# Víctor Cuesta
Víctor Leandro Cuesta (La Plata, 19 de novembro de 1988) é um futebolista argentino naturalizado brasileiro que atua como zagueiro. Atualmente está no Newell's Old Boys.

## Clubes

### Arsenal de Sarandí
Iniciou profissionalmente no Arsenal de Sarandí em 2008. Em 2008 também conseguiu dar o salto para o plantel profissional. Diz-se que esteve no plantel pela primeira vez em 2009, no Clausura 2009, mas não apareceu.
Cuesta voltou ao Arsenal em 2011 e fez parte do elenco que venceu o Clausura de 2012, a Supercopa de 2012 e a Copa Argentina de 2012–13, sendo utilizado principalmente como reserva e fazendo 19 partidas em duas temporadas.

### Defensa y Justicia
No início de 2010, Cuesta foi emprestado ao clue argentino Defensa y Justicia por meio ano. Com o Defensa, Cuesta fez sua primeira partida na Primera B Nacional. No dia 31 de janeiro de 2010, 20ª rodada da temporada 2009/10, seu clube enfrentou o CA Tiro Federal fora de casa. No jogo, Cuesta foi titular. Cuesta marcou seu primeiro gol na competição naquela mesma temporada na rodada 31. Em 10 de abril de 2010, Defensa na  casa do Atlético de Rafaela. No jogo, ele abriu o placar para fazer o 2 a 1 aos 54 minutos (3 a 1). O empréstimo ao Defensa foi prorrogado por um ano em junho de 2010.

### Huracán
Para a temporada de 2013, Cuesta foi emprestado ao Huracán, com quem voltou a disputar a Primera B.

### Independiente
Em 13 de agosto de 2014, foi contratado pelo Independiente por três temporadas e meia.
No Independiente, comandado pelo técnico Jorge Almirón, firmou-se na zaga central, tornando-se titular quase imediatamente após sua chegada ao clube.
Com a chegada de Mauricio Pellegrino na direção técnica, Cuesta manteve sua posição e titularidade na equipe devido ao seu bom nível.
No final da temporada de 2015, o clube comprou os 50% restantes do passe, ficando assim com a totalidade.

### Internacional

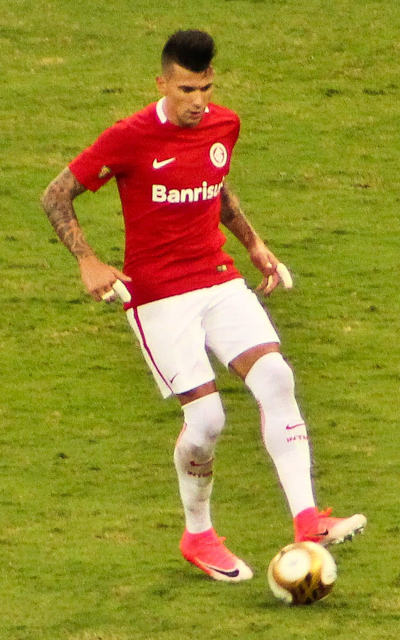
Cuesta jogando pelo Internacional 2017

Já em 3 de março de 2017 foi contratado pelo Internacional, sendo essa a primeira equipe estrangeira que Cuesta defende.
Em 2018, Cuesta participou de 34 jogos do Colorado no Brasileirão e só perdeu os outros por conta de suspensões (levou 11 cartões amarelos e um vermelho). Ele deu ajudinha também ao ataque do Inter ao marcar dois gols na campanha. Víctor Cuesta ganhou a Bola de Prata como melhor zagueiro do Brasileirão 2018.
Em 2019, Cuesta ao lado de Rodrigo Moledo formaram uma dupla de zaga muito firme e regular e rivalizando com a do maior rival (Geromel e Kannemann) sem deixar nada a desejar em segurança e eficiência. Ele foi o zagueiro com mais interceptações e desarmes, de acordo com os sites especializados em estatísticas Footstats e SofaScore, sua eficiência defensiva também foi fundamental para que o Internacional chegasse a final da Copa do Brasil.
No Brasileirão 2020, Cuesta foi um dos mais regulares jogadores, completando 35 jogos na campanha do Colorado e ainda foi decisivo na icônica vitória por 5 a 1 sobre o São Paulo no Morumbi, fazendo o primeiro gol do jogo. Ele foi escolhido como o melhor zagueiro do campeonato.
Cuesta não fazia parte dos planos iniciais de Alexander Medina, assim perdeu espaço no início de 2022, ficando estava na reserva da zaga formada por Bruno Méndez e Kaíque Rocha.
O zagueiro assumiu a titularidade desde que chegou ao clube gaúcho. Ao longo do tempo, marcou épocas fazendo duplas com Rodrigo Moledo, Bruno Fuchs, Zé Gabriel e Bruno Méndez. 
Com seu ótimo desempenho no passar dos anos, foi incluído diversas premiações de campeonatos em sua posição. Duas destas, no Prêmio Craque do Brasileirão.

### Botafogo
No dia 11 de abril de 2022, assinou contrato de empréstimo por uma temporada com o Botafogo. Em 24 de abril, Cuesta fez sua estreia no Estádio Antônio Accioly, onde o Atlético-GO empatou com o Botafogo por 1 a 1, pela terceira rodada do Brasileiro. Cuesta fez seu primeiro gol no jogo em que o Goiás venceu o Botafogo de virada por 2 a 1, no Rio de Janeiro, pela 9ª rodada do Brasileirão.
Em 17 de agosto de 2022, o Botafogo chegou a um acordo com o Internacional e estendeu o empréstimo de Victor Cuesta até dezembro de 2023.
Cuesta terminou a temporada 2022 fazendo 29 jogos pelo Glorioso, marcou quatro gols e deu duas assistências.
Em março de 2023, após boas atuações e cobiça de outros clubes brasileiros, teve sua contratação em definitivo pelo Botafogo, com o clube carioca pagando 2,6 milhões de reais ao Internacional. Cuesta tem um contrato até o fim da temporada de 2024 com o alvinegro.
No início da temporada de 2023, Victor Cuesta conquistou a Taça Rio pelo Glorioso.
Victor Cuesta deixou o Botafogo após 91 partidas, sendo 62 delas em 2023.

### Bahia
O Bahia anunciou em 23 de janeiro de 2024, a contratação de Victor Cuesta, ele assinou em definitivo até o final de 2025, com possibilidade de renovação por mais uma temporada.
Cuesta encerrou sua passagem pelo Esquadrão ao fim da temporada onde fez apenas 18 jogos (todos como titular), com oito vitórias, seis empates e quatro derrotas. A equipe não sofreu gols cinco vezes (todos por Campeonato Baiano ou Copa do Nordeste). Sua última partida foi contra o Fortaleza pelo Campeonato Brasileiro em uma derrota por 4 a 1.

### Newell's Old Boys
No dia 6 de fevereiro de 2025, o Newell's Old Boys anunciou a contratação de Victor Cuesta. Após oito temporadas no futebol brasileiro, o zagueiro volta a jogar em seu país natal.

## Seleção Argentina
Estreou pela Seleção Argentina no dia 27 de maio de 2016, em um amistoso contra Honduras. Fez parte do elenco da Seleção Argentina que disputou a Copa América Centenário de 2016.
Foi um dos jogadores acima de 23 anos convocados pelo treinador Julio Olarticoechea para a disputa do torneio de Futebol nos Jogos Olímpicos de Verão de 2016, tendo sido designado o capitão da equipe.

## Estilo de jogo
Cuesta é um pilar na saída de jogo defensiva. Zagueiro com um ótimo controle de bola, dono de uma técnica rara no futebol sul-americano. Destaca-se pelos seus lançamentos e pelo avanço de linhas para apoiar o time no ataque.

## Estatísticas

### Clubes
| Clube              | Temporada         | Campeonato nacional | Campeonato nacional | Campeonato nacional | Copa nacional[a] | Copa nacional[a] | Copa nacional[a] | Competições continentais[b] | Competições continentais[b] | Competições continentais[b] | Outros torneios[c] | Outros torneios[c] | Outros torneios[c] | Total | Total | Total   |
| Clube              | Temporada         | Jogos               | Gols                | Assist.             | Jogos            | Gols             | Assist.          | Jogos                       | Gols                        | Assist.                     | Jogos              | Gols               | Assist.            | Jogos | Gols  | Assist. |
| ------------------ | ----------------- | ------------------- | ------------------- | ------------------- | ---------------- | ---------------- | ---------------- | --------------------------- | --------------------------- | --------------------------- | ------------------ | ------------------ | ------------------ | ----- | ----- | ------- |
| Defensa y Justicia | 2010              | 17                  | 1                   | 0                   | —                | —                | —                | —                           | —                           | —                           | —                  | —                  | —                  | 17    | 1     | 0       |
| Defensa y Justicia | 2011              | 17                  | 1                   | 0                   | —                | —                | —                | —                           | —                           | —                           | —                  | —                  | —                  | 17    | 1     | 0       |
| Defensa y Justicia | Total             | 34                  | 2                   | 0                   | —                | —                | —                | —                           | —                           | —                           | —                  | —                  | —                  | 34    | 2     | 0       |
| Arsenal de Sarandí | 2012              | 8                   | 0                   | 0                   | 2                | 1                | 0                | 3                           | 0                           | 0                           | —                  | —                  | —                  | 13    | 1     | 0       |
| Arsenal de Sarandí | 2013              | 11                  | 1                   | 0                   | 2                | 1                | 0                | 4                           | 0                           | 0                           | —                  | —                  | —                  | 17    | 2     | 0       |
| Arsenal de Sarandí | Total             | 19                  | 1                   | 0                   | 4                | 2                | 0                | 7                           | 0                           | 0                           | —                  | —                  | —                  | 30    | 3     | 0       |
| Huracán            | 2014              | 31                  | 3                   | 0                   | —                | —                | —                | —                           | —                           | —                           | —                  | —                  | —                  | 31    | 3     | 0       |
| Huracán            | Total             | 31                  | 3                   | 0                   | —                | —                | —                | —                           | —                           | —                           | —                  | —                  | —                  | 31    | 3     | 0       |
| Independiente      | 2015              | 46                  | 2                   | 0                   | 1                | 0                | 0                | 6                           | 0                           | 0                           | —                  | —                  | —                  | 53    | 2     | 0       |
| Independiente      | 2016              | 15                  | 3                   | 0                   | 1                | 0                | 0                | 4                           | 0                           | 0                           | —                  | —                  | —                  | 20    | 3     | 0       |
| Independiente      | 2017              | 12                  | 1                   | 0                   | —                | —                | —                | —                           | —                           | —                           | —                  | —                  | —                  | 12    | 1     | 0       |
| Independiente      | Total             | 73                  | 6                   | 0                   | 2                | 0                | 0                | 10                          | 0                           | 0                           | —                  | —                  | —                  | 85    | 6     | 0       |
| Internacional      | 2017              | 27                  | 3                   | 0                   | 4                | 0                | 0                | —                           | —                           | —                           | 9                  | 1                  | 0                  | 40    | 4     | 0       |
| Internacional      | 2018              | 34                  | 2                   | 2                   | 6                | 0                | 0                | —                           | —                           | —                           | 7                  | 0                  | 0                  | 47    | 2     | 2       |
| Internacional      | 2019              | 31                  | 1                   | 1                   | 8                | 0                | 2                | 10                          | 0                           | 0                           | 11                 | 0                  | 0                  | 60    | 1     | 3       |
| Internacional      | 2020              | 35                  | 1                   | 1                   | 4                | 0                | 0                | 10                          | 0                           | 0                           | 8                  | 0                  | 0                  | 57    | 1     | 1       |
| Internacional      | 2021              | 35                  | 0                   | 5                   | 2                | 0                | 1                | 8                           | 2                           | 1                           | 9                  | 0                  | 0                  | 54    | 2     | 7       |
| Internacional      | 2022              | —                   | —                   | —                   | 1                | 0                | 0                | —                           | —                           | —                           | 11                 | 0                  | 1                  | 12    | 0     | 1       |
| Internacional      | Total             | 162                 | 7                   | 9                   | 25               | 0                | 3                | 28                          | 2                           | 1                           | 55                 | 1                  | 1                  | 270   | 10    | 14      |
| Botafogo           | 2022              | 29                  | 4                   | 2                   | —                | —                | —                | —                           | —                           | —                           | —                  | —                  | —                  | 29    | 4     | 2       |
| Botafogo           | 2023              | 13                  | 1                   | 1                   | 5                | 1                | 0                | 6                           | 0                           | 0                           | 11                 | 2                  | 0                  | 35    | 4     | 1       |
| Botafogo           | Total             | 47                  | 6                   | 3                   | 5                | 1                | 0                | 6                           | 0                           | 0                           | 11                 | 2                  | 0                  | 64    | 8     | 3       |
| Total na carreira  | Total na carreira | 366                 | 25                  | 12                  | 31               | 2                | 3                | 51                          | 2                           | 1                           | 66                 | 3                  | 1                  | 514   | 29    | 17      |

- a. ^ Jogos da Copa do Brasil e Copa Argentina
- b. ^ Jogos da Copa Libertadores e Copa Sul-Americana
- c. ^ Jogos do Campeonato Paulista e Campeonato Gaúcho

### Seleção Argentina
Abaixo estão listados todos e jogos e gols do futebolista pela Seleção Argentina.
| Categoria         | Ano               | Total | Total | Total   |
| Categoria         | Ano               | Jogos | Gols  | Assist. |
| ----------------- | ----------------- | ----- | ----- | ------- |
| Seleção Principal | 2016              | 3     | 1     | 0       |
| Seleção Principal | Total             | 3     | 1     | 0       |
| Total na carreira | Total na carreira | 3     | 1     | 0       |

## Títulos
Arsenal de Sarandí
- Campeonato Argentino: Clausura 2012
- Supercopa da Argentina: 2012
- Copa da Argentina: 2012–13

Huracán
- Copa da Argentina: 2013–14

Internacional
- Recopa Gaúcha: 2017

Botafogo
- Taça Rio: 2023

### Prêmios individuais
- Seleção do Campeonato Gaúcho: 2017, 2020 e 2021
- Bola de Prata: 2018
- Prêmio Craque do Brasileirão: 2018 e 2020
- Seleção do Cartola: 2023[25]